# شهربانو منصوریان
شهربانو منصوریان (زاده ۸ بهمن ۱۳۶۴ در سمیرم) ووشوکار اهل ایران است. او هم‌چنین خواهر الهه و سهیلا منصوریان، دیگر ووشوکاران اهل کشور ایران است.
از افتخارات وی می‌توان به کسب ۵ مدال طلا در مسابقات ووشو قهرمانی جهان اشاره کرد.
| سال  | مدال | مسابقه          | کشور    |
| ---- | ---- | --------------- | ------- |
| ۲۰۱۹ | طلا  | قهرمانی جهان    | چین     |
| ۲۰۱۸ | طلا  | جام جهانی ساندا | چین     |
| ۲۰۱۸ | نقره | بازی‌های آسیایی  | جاکارتا |
| ۲۰۱۷ | طلا  | قهرمانی جهان    | روسیه   |
| ۲۰۱۶ | طلا  | جام جهانی ساندا | چین     |
| ۲۰۱۶ | طلا  | بازی‌های آسیایی  | تایوان  |
| ۲۰۱۵ | طلا  | قهرمانی جهان    | اندونزی |
| ۲۰۱۴ | طلا  | جام جهانی       | اندونزی |
| ۲۰۱۳ | طلا  | قهرمانی جهان    | مالزی   |
| ۲۰۱۲ | طلا  | بازی‌های آسیایی  | ویتنام  |
| ۲۰۱۱ | طلا  | قهرمانی جهان    | ترکیه   |

## نتایج (به تفکیک مسابقات)

### مسابقات ووشو قهرمانی جهان ۲۰۱۹
در وزن ۷۰ کیلوگرم ساندای زنان، شهربانو منصوریان پس از استراحت در دور نخست، برابر «کریستینا نورازووا» از روسیه در ۲ راند متوالی، به برتری دست یافت و فینالیست شد. شهربانو در دیدار پایانی، برابر «کریستینا اولیورا» از برزیل قرار گرفت و در همان راند نخست، اختلاف را به ۱۲ امتیاز رساند و قهرمان شد. وی این مدال را به پسر ۳ماهه خود (آرشام) تقدیم کرد.

## حواشی
الهه منصوریان به همراه خواهرش شهربانو در طی یک برنامه ضبط‌ شده ی محاوره‌ محور در خصوص ماجرای چادری شدنشان گفتند که الهام چرخنده بازیگر سینما با وعده های مالی شامل خانه و خودرو به‌علاوه ۱۰۰ میلیون تومان وجه نقد به ازای هر نفرشان از آنها خواسته تا با هدف تبلیغات، چادری شوند. آن‌ها اظهار داشتند که پس از انجام اعمالی که درخواست شده بود و علی‌رغم استفاده از چادر با گذشت چند سال خبری از وفای‌ عهد چرخنده نشده و چیزی دریافت نکردند. الهام چرخنده این ماجرا را تکذیب کرد و ماجرا را جور دیگری تعریف کرد. 